# پوپوویچ (سوپوت)
پوپوویچ (به صربی: Popović) یک منطقهٔ مسکونی در صربستان است که در Sopot واقع شده‌است. پوپوویچ ۱٬۵۴۵ نفر جمعیت دارد.